# Träskär
Träskär är en ö i Åland (Finland). Den ligger i Skärgårdshavet och i kommunen Kumlinge i landskapet Åland, i den sydvästra delen av landet. Ön ligger omkring 48 kilometer nordöst om Mariehamn och omkring 240 kilometer väster om Helsingfors.
Öns area är 10,3 hektar och dess största längd är 490 meter i nord-sydlig riktning.